# MAZ-502
Der Lkw MAZ-502 (russisch МАЗ-502, deutsche Transkription eigentlich MAS-502) ist ein allradgetriebener Lkw-Typ (4×4) des sowjetischen Fahrzeugherstellers Minski Awtomobilny Sawod. Der von 1957 bis 1966 gebaute Lastwagen gehört zur ersten Generation der nach dem Zweiten Weltkrieg in der Sowjetunion entwickelten Nutzfahrzeuge. Er entstand auf Basis des MAZ-200. In verschiedenen Quellen wird der MAZ-502 auch als MAS-502 geführt.

## Fahrzeuggeschichte
Nach Ende des Zweiten Weltkrieges hatte die Sowjetarmee einen hohen Bedarf an geländegängigen Transportfahrzeugen. Während des Krieges war dieser Bedarf zu einem großen Teil durch den Lend-Lease-Act mit US-amerikanischen Lkw gedeckt worden. Die in der Sowjetunion produzierten Lkw waren Vorkriegsentwicklungen und technisch veraltet. Der MAZ-502 entstand als militärisches Fahrzeug aus dem MAZ-501, der wiederum auf dem MAZ-200 beruhte. Die Serienproduktion begann 1957 in Minsk und wurde bis 1966 dort fortgeführt. Der MAZ-502 war das erste Militärfahrzeug, das im Minsker Automobilwerk produziert wurde.
Auf Basis des ab 1965 gebauten MAZ-500, dem Nachfolger des MAZ-200, wurde der allradgetriebene MAZ-505 projektiert. Das Fahrzeug ging jedoch nie in Serienfertigung. Die Gewichtsklasse um vier Tonnen Nutzlast wurde vom geländegängigen Dreiachser ZIL-157 und später vom ZIL-131 übernommen, leichtere Lasten mit dem GAZ-66 transportiert. MAZ fertigte für den militärischen Gebrauch bis zum Zerfall der Sowjetunion keine zweiachsigen Lastwagen mit Allradantrieb mehr in Serie.
Der MAZ-502 fand in der Sowjetarmee keine große Verbreitung. Bei einem Gesamtgewicht von 11.700 kg war die einfach bereifte Hinterachse mit ungefähr 7.500 kg belastet, was die Geländegängigkeit des Fahrzeuges einschränkte. Für Transportaufgaben war die Höchstgeschwindigkeit von 50 km/h zu gering. Dennoch war der Lkw bis zum Beginn der 1980er-Jahre im Einsatz.
Auch die Nationale Volksarmee nutzte der MAZ-502. Hier kam er ab 1964 zum Einsatz, etwa fünfzig Stück wurden importiert.

## Konstruktion

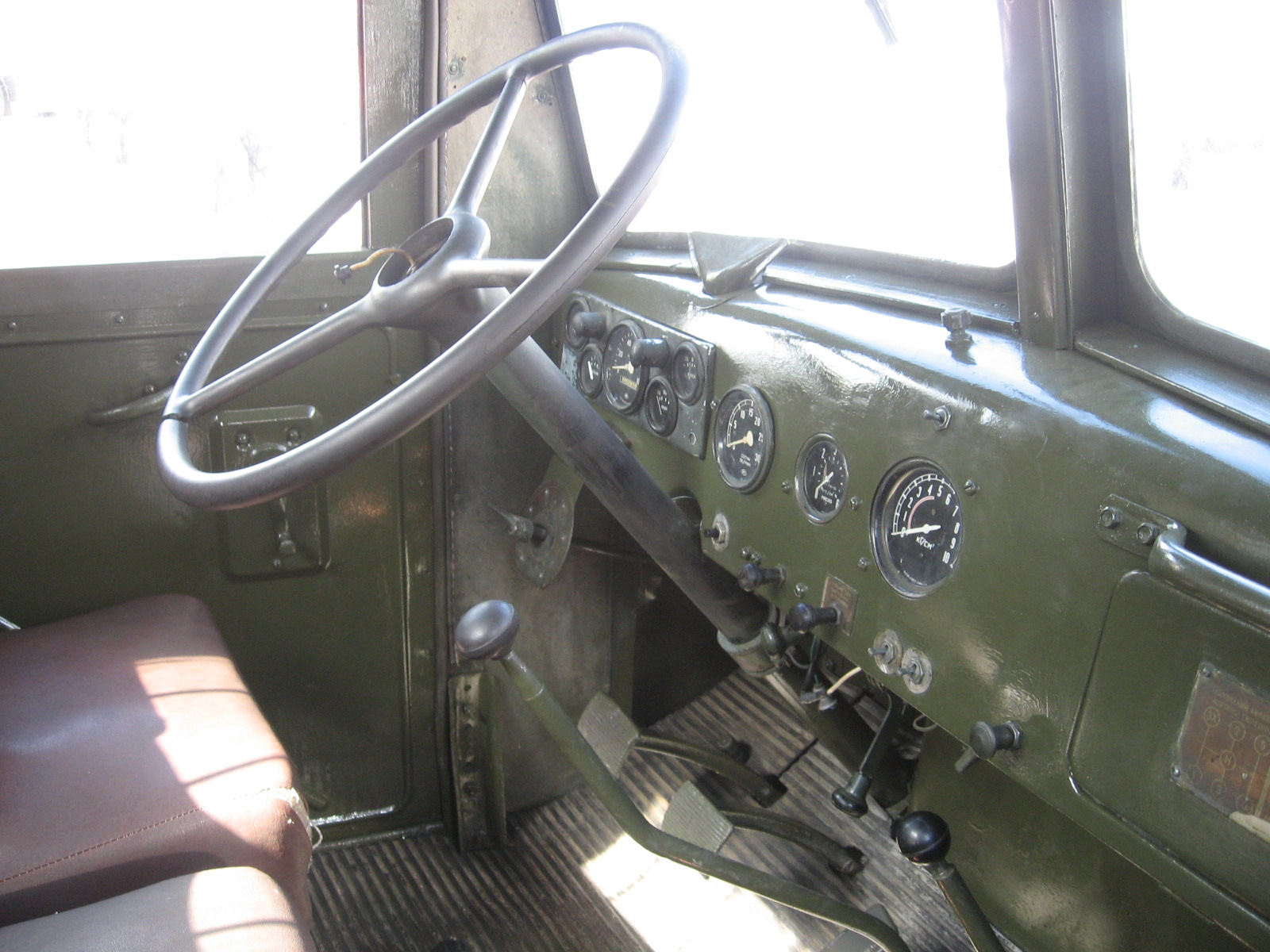
Führerhaus des MAZ-502 (2007)

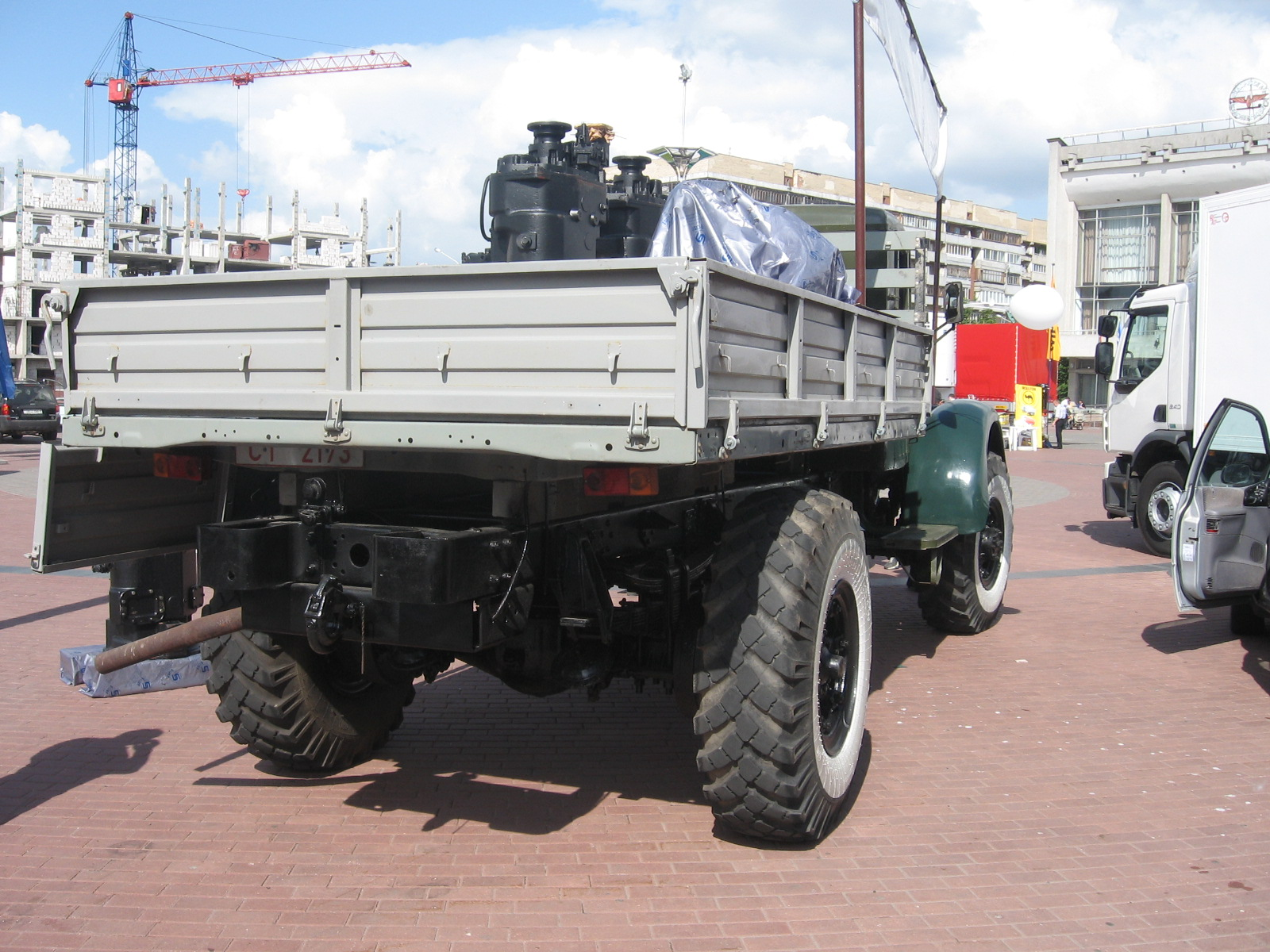
Heckansicht des Fahrzeugs (2007)

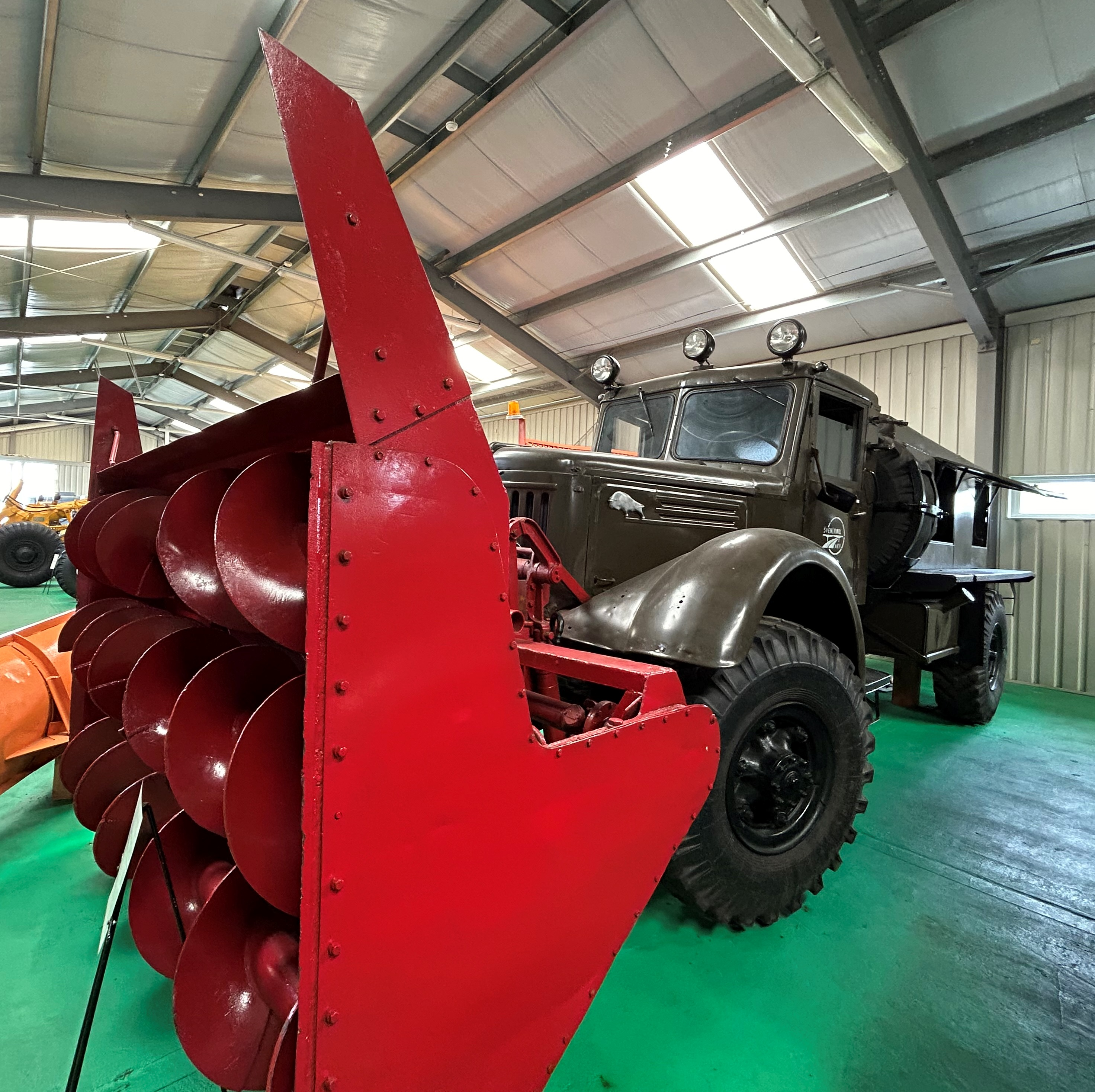
Schneefräse D-450 auf MAZ-502-Basis in einem litauischen Museum (2024)

Der MAZ-502 unterscheidet sich vom MAZ-200 hauptsächlich durch die Antriebsanlage. Als Motor wurde der JaAZ-M204W (ЯАЗ-М204В) verwendet, eine Entwicklung des Jaroslawler Automobilwerk (Ярославский автомобильный завод), das auch den MAZ-200 entwickelt hatte. Der Vierzylinder-Zweitakt-Dieselmotor mit einem Hubraum von 4650 cm³ leistet 88 kW (120 PS), nach anderen Angaben auch bis zu 99,5 kW (135 PS). Über ein handgeschaltetes Fünfgang-Wechselgetriebe und ein Verteilergetriebe werden beide Achsen angetrieben. Der Vorderachsantrieb ist nicht abschaltbar, der Lkw hat ein Zentraldifferenzial. Auf beide Achsen wird je 50 % des Drehmoments übertragen. Im Gegensatz zum MAZ-200 sind alle Räder einfachbereift. Die Bremsen sind druckluftbetätigt, die Lenkhilfe arbeitet ebenfalls mit Druckluft. Der MAZ-502 erreicht eine Höchstgeschwindigkeit von 50 km/h. Für den Transport von Personen und Lasten hat der MAZ-502 eine Universalpritsche. Alle anderen Teile des Fahrzeuges sind baugleich mit denen des MAZ-200.

## Modellversionen
- MAZ-502 (МАЗ-502) – die Grundvariante mit Pritsche.
- MAZ-502A (МАЗ-502А) – Pritschenfahrzeug mit Seilwinde.[1]
- MAZ-502W (МАЗ-502В) – Sattelzugmaschine,[1] für den Einsatz mit den Sattelaufliegern MAZ-5245B (МАЗ-5245Б, für Fracht) und MAZ-5245W (МАЗ-5245В, für Personentransport) vorgesehen.

Außerdem dient der MAZ-502 als Basis für die schwere Schneefräse D-450.

## Technische Daten
Für den MAZ-502.
- Motor: Vierzylinder-Reihen-Zweitakt-Dieselmotor
- Motortyp: JaAZ-M204W
- Leistung: 120–135 PS (88–99,5kW)
- Hubraum: 4650 cm³
- Bohrung: 108,0 mm
- Hub: 127,0 mm
- Verdichtung: 17:1
- Drehmoment: maximal 500 Nm
- Getriebe: manuelles Fünfganggetriebe mit Untersetzung, erster Gang unsynchronisiert
- Höchstgeschwindigkeit beladen: 50 bis 52 km/h
- Kraftstoffvorrat: 2 × 225 l
- Verbrauch: 45 l/100 km bei 40 km/h
- Bordspannung: 24 V
- Antriebsformel: 4×4

Abmessungen und Gewichte
- Länge: 7150 mm
- Breite: 2700 mm
- Höhe: 3025 mm über Plane
- Spurweite: 2030 mm
- Bodenfreiheit: 350 mm
- Radstand: 4520 mm
- Höhe Ladekante: 1480 mm
- Abmessungen der Ladefläche (L × B × H): 3500 × 2030 × 1018 mm
- Wendekreis: 25 m
- Leergewicht: 7700 kg
- Zuladung: 4000 kg
- zulässiges Gesamtgewicht: 11.925 kg
- Achslast vorne: 4475 kg
- Achslast hinten: 7450 kg
- Anhängelast: 9500 kg
- Reifendimension: 15,00-20